# Larry Bird
Larry Joe Bird (ur. 7 grudnia 1956 w West Baden, Indiana) – amerykański koszykarz, występujący w lidze NBA na pozycji niskiego i silnego skrzydłowego (small forward i power forward), mistrz olimpijski 1992. Jeden z najwybitniejszych graczy w historii NBA.

## Dzieciństwo
Pochodzi z ubogiej rodziny. Ma czterech braci oraz siostrę. Gdy był nastolatkiem, jego rodzice rozwiedli się z powodu alkoholizmu ojca. Ojciec Birda, weteran wojny koreańskiej, popełnił samobójstwo w 1975 roku.

## Kariera zawodnicza
Grał w Indiana State University (1975-1979). Został wybrany z numerem 6. w drafcie NBA przez drużynę Boston Celtics jeszcze w czasie studiów (1978). W drużynie „Celtów” zadebiutował rok później, po skończeniu college’u. Występował tam do końca swej kariery, nosząc numer 33. W pierwszym roku swych występów w NBA otrzymał powołanie do drużyny Wschodu na Mecz Gwiazd oraz zdobył nagrodę dla najlepszego debiutanta (1980), po tym, jak wyprowadził swoją drużynę z bilansu 29-53 (w sezonie 1978-1979) do 61-21.
Pokonał w tej konkurencji rówieśnika – Magica Johnsona z Los Angeles Lakers. Ich, zapoczątkowana jeszcze w NCAA, rywalizacja o tytuł najlepszego koszykarza lat 80. przeszła do historii ligi. Bezpośrednio spotkali się w trzech finałach, w latach 1984, 1985 i 1987, a wymiennie grali w kolejnych dziesięciu, zdobywając wspólnie 8 tytułów mistrzowskich w dekadzie. Poza boiskiem byli i są do dziś wielkimi przyjaciółmi.

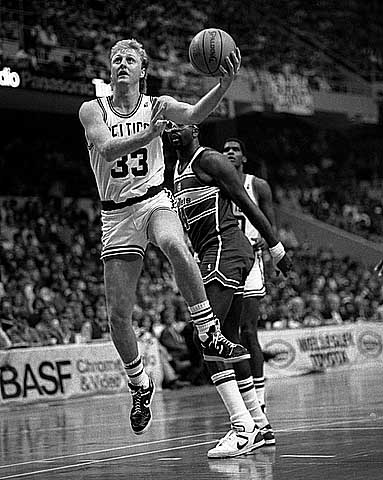
Bird tuż przed zdobyciem punktów. W tle Moses Malone i Robert Parish.

Zaledwie dwa lata zajęło mu doprowadzenie swojej drużyny (Boston Celtics) z ostatniego miejsca w lidze NBA, do zdobycia mistrzostwa. W ciągu 13 lat występów w lidze, razem z Robertem Parishem i Kevinem McHale, trzykrotnie doprowadził swój zespół do mistrzostwa NBA (1981, 1984 i 1986), po dwóch ostatnich finałach Bird był wybierany MVP Finałów. Trzykrotnie został najbardziej wartościowym graczem (MVP) ligi, w latach 1984-1986. Trzykrotnie wygrywał konkurs rzutów z dystansu podczas All-Star Game. W meczach gwiazd wystąpił dwunastokrotnie, powoływany podczas każdego z pełnych sezonów rozegranych w lidze.
W sezonach 1980/1981, 1981/1982, 1982/1983 i 1987/1988 zajął drugie miejsce w głosowaniu na MVP fazy zasadniczej.
Pod koniec 1988 Larry Bird poddał się operacji stóp, w następnym roku zaczął niedomagać z powodu problemów z kręgosłupem. Nigdy nie odzyskał już pełni sprawności fizycznej. Trzy ostatnie lata występów na boiskach NBA to coraz częstsze przerwy, do końca jednak statystyki Birda były znakomite – wciąż zdobywał ponad 20 punktów 9 zbiórek i 7 asyst na mecz. Tuż po występie w barwach Dream Teamu na Igrzyskach w Barcelonie, latem 1992, zakończył karierę z powodu kontuzji pleców.
Larry Bird był niezwykle wszechstronnym koszykarzem, miał niezwykły talent „czytania gry”, zarówno swoich kolegów z zespołu, jak i przeciwników. Mimo wysokiego wzrostu, był znakomitym egzekutorem rzutów z dystansu – średnia kariery to 0,376 rzutów za 3 punkty i 0,496 rzutów z pola. Jeszcze lepiej spisywał się na linii rzutów osobistych, ze średnią 0,886 zajmuje dziś 9. miejsce na liście wszech czasów. Równie znakomite średnie zbiórek – 10,0 i, jak na jego pozycję, asyst – 6,3 sprawiały, że zajmuje 5. miejsce na liście zdobywców triple-doubles, z liczbą 59 (nie licząc 10 takich osiągnięć w play-offach). Jego wszechstronność pokazuje także współczynnik Player Efficiency Rating, z liczbą 23,5 zajmuje 16 miejsce na liście wszech czasów.
Dwukrotnie przewodził NBA w liczbie celnych rzutów za 3 punkty, uzyskanych w trakcie całego sezonu regularnego (1986, 1987).

## Trener i działacz
W latach 1992–1997 pełnił rolę specjalnego asystenta w macierzystym klubie. W 1996 wybrany do grona 50 najlepszych graczy NBA wszech czasów. W 1998 zaliczony w poczet Panteonu Sław NBA – Naismith Memorial Basketball Hall of Fame.
W 1997 został mianowany pierwszym trenerem drużyny Indiana Pacers. Swoje umiejętności także na tym polu pokazał już w pierwszym sezonie, kiedy Pacers polegli dopiero w Finale Konferencji (3-4) z Chicago Bulls prowadzonymi przez Michaela Jordana. Bird otrzymał wtedy tytuł najlepszego trenera roku. Drużyna powtórzyła osiągnięcie rok później, a w 2000, ostatnim roku pracy z Pacers, doprowadził zespół do tytułu mistrza konferencji i finału ligi (przegranego z Los Angeles Lakers). Od 2003 pełni funkcję prezydenta ds. operacji koszykarskich w drużynie Pacers.
W 1999 stacja ESPN usytuowała go na 30. miejscu na liście 50. największych sportowców XX wieku.
Mieszka we French Lick w rodzinnym stanie Indiana.
W sezonie 2011/12 został wybrany najlepszym menedżerem ligi NBA.

## Rywalizacja z Magickiem Johnsonem
Bird i Magic Johnson po raz pierwszy jako boiskowi rywale spotkali się w 1979, gdy drużyna koszykarska uniwersytetu Indiany przegrała w finale rozgrywek o mistrzostwo NCAA z zespołem z Michigan, w którym grał Johnson. Rywalizacja była kontynuowana w NBA i osiągnęła punkt kulminacyjny, gdy zespoły z Bostonu i Los Angeles spotkały się w finałach trzykrotnie pomiędzy 1984 i 1987. Johnson zapewniał, że dla niego sezon zasadniczy składał się z 80 normalnych gier i 2 wyjątkowych z Celtics. Zaś Bird stwierdzał, że pierwszą rzeczą, jaką sprawdzał rano były statystyki „Magica”.
Niektórzy dziennikarze przypuszczali, że rywalizacja Johnson–Bird była atrakcyjna, ponieważ obaj zawodnicy byli zdecydowanymi przeciwieństwami. Różnił ich zarówno styl gry, jak i kolor skóry. Przed trafieniem do NBA Birda i Johnsona, liga znajdowała się w kryzysie. Duże znaczenie rywalizacji obu koszykarzy wynikało także z faktu, że między innymi dzięki niej liga NBA ponownie zyskała zainteresowanie ludzi i telewizji. Dziennikarz sportowy, Larry Schwartz uważał nawet, iż rywalizacja między Birdem a Johnsonem uratowała NBA od bankructwa.
Pomimo konfrontacji na boisku, Bird i Johnson zaprzyjaźnili się podczas kręcenia reklamy butów w 1984 dla firmy Converse, w której zostali przedstawieni jako wrogowie. Johnson brał udział w ceremonii zakończenia kariery przez Birda w 1992 roku, a Bird włączył formalnie Johnsona do Basketball Hall of Fame.

## Osiągnięcia

### NCAA
- Finalista NCAA (1979)[16]
- Koszykarz Roku:
  - NCAA:
    - im. Woodena (1979)[17]
    - im. Naismitha (1979)[18]
    - Adolph Rupp Trophy (1979)[19]
    - według:
      - National Association of Basketball Coaches (NABC – 1979)[20]
      - Sporting News (SN – 1979)[21]
      - United States Basketball Writers Association (USBWA – 1979)[22]
      - Helms Foundation (1979)[23]
      - Associated Press (AP – 1979)[24]
      - United Press International (UPI – 1979)[25]

  - konferencji Missouri Valley (MVC – 1978, 1979)[26]
- Wybrany do:
  - I składu:
    - All-American (1978, 1979)[27]
    - turnieju NCAA (1979)[28]

  - Akademickiej Galerii Sław Koszykówki (2006)[29]

### NBA
- trzykrotny mistrz NBA (1981, 1984, 1986)[30]
- dwukrotny wicemistrz NBA (1985, 1987)[30]
- MVP:
  - sezonu NBA (1984-1986)[31]
  - finałów NBA (1984, 1986)[30]
  - meczu gwiazd NBA (1982)[32]
- 12-krotnie powoływany do udziału w meczu gwiazd NBA (1980–1988, 1990–1991[a], 1992[b])
- Wybrany do:
  - I składu:
    - NBA (1980–1988)[34]
    - debiutantów NBA (1980)[35]

  - II składu:
    - NBA (1990)[34]
    - defensywnego NBA (1982–1984)[36]

  - grona 50 Najlepszych Zawodników w Historii NBA (NBA’s 50th Anniversary All-Time Team – 1996)[37]
  - składu najlepszych zawodników w historii NBA, wybranego z okazji obchodów 75-lecia istnienia ligi (2021)[38]
  - Koszykarskiej Galerii Sław (Naismith Memorial Basketball Hall Of Fame - 1998)[39]
- Debiutant Roku NBA (1980)[40]
- trzykrotny zwycięzca konkursu rzutów za 3 punkty organizowanego podczas NBA All-Star Weekend (1986–88)
- Zwycięzca oraz MVP turnieju McDonald’s Open w Madrycie (1988)[41]
- Lider:
  - NBA skuteczności rzutów wolnych (1984, 1986-87, 1990)[42]
  - play-off w liczbie celnych rzutów:
    - wolnych (1984, 1985, 1987)[43]
    - za 3 punkty (1986)[44]
- 7–krotny zawodnik miesiąca NBA (luty 1980, styczeń 1982, listopad 1982, grudzień 1984, marzec 1985, luty i marzec 1986)[45]
- 15–krotny zawodnik tygodnia NBA (2.03.1980, 27.12.1981, 17.01.1982, 28.11.1982, 12.12.1982, 3.04.1983, 19.02.1984, 11.03.1984, 17.03.1985, 1.12.1985, 19.01.1986, 16.02.1986, 16.03.1986, 4.01.1987, 15.11.1987)[46]
- Klub Boston Celtics zastrzegł należący do niego numer 33[47]
- Laureat nagrody – Lifetime Achievement Award (2019)[48]

### Reprezentacja
- Mistrz:
  - olimpijski (1992)[49]
  - Ameryki (1992)[50]
  - uniwersjady (1977)[51]
  - turnieju World Invitational (1978)[52]
- Wybrany do Koszykarskiej Galerii Sław jako członek drużyny olimpijskiej z 1992 (Naismith Memorial Basketball Hall Of Fame - 2010)[53]

### Trenerskie/menedżerskie
- Finalista NBA (2000)[30]
- Trener Roku NBA (1998)[54]
- Wybrany na trenera Wschodu podczas NBA All-Star Game (1998)
- Menedżer Roku NBA (2012)[55]

## Statystyki w NBA
Na podstawie Larry Bird Statistics. Basketball-Reference.com. [dostęp 2014-05-08]. (ang.).

### Sezon regularny
| Sezon   | Drużyna | M   | S5  | MPG  | FG%   | 3P%   | FT%   | RPG  | APG | SPG | BPG | PPG  |
| ------- | ------- | --- | --- | ---- | ----- | ----- | ----- | ---- | --- | --- | --- | ---- |
| 1979/80 | Boston  | 82  | 82  | 36,0 | 47,4% | 40,6% | 83,6% | 10,4 | 4,5 | 1,7 | 0,6 | 21,3 |
| 1980/81 | Boston  | 82  | 82  | 39,5 | 47,8% | 27,0% | 86,3% | 10,9 | 5,5 | 2,0 | 0,8 | 21,2 |
| 1981/82 | Boston  | 77  | 58  | 38,0 | 50,3% | 21,2% | 86,3% | 10,9 | 5,8 | 1,9 | 0,9 | 22,9 |
| 1982/83 | Boston  | 79  | 79  | 37,7 | 50,4% | 28,6% | 84,0% | 11,0 | 5,8 | 1,9 | 0,9 | 23,6 |
| 1983/84 | Boston  | 79  | 77  | 38,3 | 49,2% | 24,7% | 88,8% | 10,1 | 6,6 | 1,8 | 0,9 | 24,2 |
| 1984/85 | Boston  | 80  | 77  | 39,5 | 52,2% | 42,7% | 88,2% | 10,5 | 6,6 | 1,6 | 1,2 | 28,7 |
| 1985/86 | Boston  | 82  | 81  | 38,0 | 49,6% | 42,3% | 89,6% | 9,8  | 6,8 | 2,0 | 0,6 | 25,8 |
| 1986/87 | Boston  | 74  | 73  | 40,6 | 52,5% | 40,0% | 91,0% | 9,2  | 7,6 | 1,8 | 0,9 | 28,1 |
| 1987/88 | Boston  | 76  | 75  | 39,0 | 52,7% | 41,4% | 91,6% | 9,3  | 6,1 | 1,6 | 0,8 | 29,9 |
| 1988/89 | Boston  | 6   | 6   | 31,5 | 47,1% | –     | 94,7% | 6,2  | 4,8 | 1,0 | 0,8 | 19,3 |
| 1989/90 | Boston  | 75  | 75  | 39,3 | 47,3% | 33,3% | 93,0% | 9,5  | 7,5 | 1,4 | 0,8 | 24,3 |
| 1990/91 | Boston  | 60  | 60  | 38,0 | 45,4% | 38,9% | 89,1% | 8,5  | 7,2 | 1,8 | 1,0 | 19,4 |
| 1991/92 | Boston  | 45  | 45  | 36,9 | 46,6% | 40,6% | 92,6% | 9,6  | 6,8 | 0,9 | 0,7 | 20,2 |
| Razem   |         | 897 | 870 | 38,4 | 49,6% | 37,6% | 88,6% | 10,0 | 6,3 | 1,7 | 0,8 | 24,3 |

### Play-offy
| Sezon | Drużyna | M   | S5 | MPG  | FG%   | 3P%   | FT%   | RPG  | APG | SPG | BPG | PPG  |
| ----- | ------- | --- | -- | ---- | ----- | ----- | ----- | ---- | --- | --- | --- | ---- |
| 1980  | Boston  | 9   | –  | 41,3 | 46,9% | 26,7% | 88,0% | 11,2 | 4,7 | 1,6 | 0,9 | 21,3 |
| 1981  | Boston  | 17  | –  | 44,1 | 47,0% | 37,5% | 89,4% | 14,0 | 6,1 | 2,3 | 1,0 | 21,9 |
| 1982  | Boston  | 12  | –  | 40,8 | 42,7% | 16,7% | 82,2% | 12,5 | 5,6 | 1,9 | 1,4 | 17,8 |
| 1983  | Boston  | 6   | –  | 40,0 | 42,2% | 25,0% | 82,8% | 12,5 | 6,8 | 2,2 | 0,5 | 20,5 |
| 1984  | Boston  | 23  | –  | 41,8 | 52,4% | 41,2% | 87,9% | 11,0 | 5,9 | 2,3 | 1,2 | 27,5 |
| 1985  | Boston  | 20  | 20 | 40,8 | 46,1% | 28,0% | 89,0% | 9,1  | 5,8 | 1,7 | 1,0 | 26,0 |
| 1986  | Boston  | 18  | 18 | 42,8 | 51,7% | 41,1% | 92,7% | 9,3  | 8,2 | 2,1 | 0,6 | 25,9 |
| 1987  | Boston  | 23  | 23 | 44,1 | 47,6% | 34,1% | 91,2% | 10,0 | 7,2 | 1,2 | 0,8 | 27,0 |
| 1988  | Boston  | 17  | 17 | 44,9 | 45,0% | 37,5% | 89,4% | 8,8  | 6,8 | 2,1 | 0,8 | 24,5 |
| 1990  | Boston  | 5   | 5  | 41,4 | 44,4% | 26,3% | 90,6% | 9,2  | 8,8 | 1,0 | 1,0 | 24,4 |
| 1991  | Boston  | 10  | 10 | 39,6 | 40,8% | 14,3% | 86,3% | 7,2  | 6,5 | 1,3 | 0,3 | 17,1 |
| 1992  | Boston  | 4   | 2  | 26,8 | 50,0% | 0,0%  | 75,0% | 4,5  | 5,3 | 0,3 | 0,5 | 11,3 |
| Razem |         | 164 | 95 | 42,0 | 47,2% | 32,1% | 89,0% | 10,3 | 6,5 | 1,8 | 0,9 | 23,8 |

## Pozostałe informacje
Oficjalne logo Twittera zostało nazwane Larry the Bird. W 1996 wystąpił w filmie Chluba Boston Celtics.